# Haiming (Oberbayern)
Haiming (bairisch Hoaming) ist eine Gemeinde zwischen Inn und Salzach im oberbayerischen Landkreis Altötting. Dessen gleichnamiges Pfarrdorf ist Sitz der Gemeindeverwaltung.

## Geographie

### Geographische Lage
Der Hauptort liegt ca. 100 km östlich von München, direkt an der Staatsgrenze zu Österreich und an der Grenze zum Regierungsbezirk Niederbayern.
Der sogenannte Innspitz ist der am tiefsten gelegene Punkt in Oberbayern. Bei Haiming im Niedergern mündet die Salzach in den Inn.

### Gemeindegliederung
Es gibt 32 Gemeindeteile (in Klammern ist der Siedlungstyp angegeben):
- Au (Weiler)
- Aumühle (Weiler)
- Berg (Einöde)
- Daxenthal (Dorf)
- Dietweg (Einöde)
- Ed (Einöde)
- Eisching (Dorf)
- Fahnbach (Weiler)
- Haarbach (Weiler)
- Haid (Weiler)
- Haiming (Pfarrdorf)
- Hochreit (Einöde)
- Holzhausen
- Hub (Weiler)
- Kemerting (Dorf)
- Leichspoint (Weiler)
- Moosen (Dorf)
- Motzenbrunn (Weiler)
- Neuhäusl (Einöde)
- Neuhofen (Kirchdorf)
- Niedergottsau (Kirchdorf)
- Oberloh (Einöde)
- Oberviehhausen (Weiler)
- Piesing (Weiler)
- Schwaig (Einöde)
- Spannloh (Weiler)
- Stockach (Weiler)
- Thalweg (Einöde)
- Unterviehhausen (Weiler)
- Vordorf (Dorf)
- Weg (Dorf)
- Winklham (Dorf)

## Geschichte

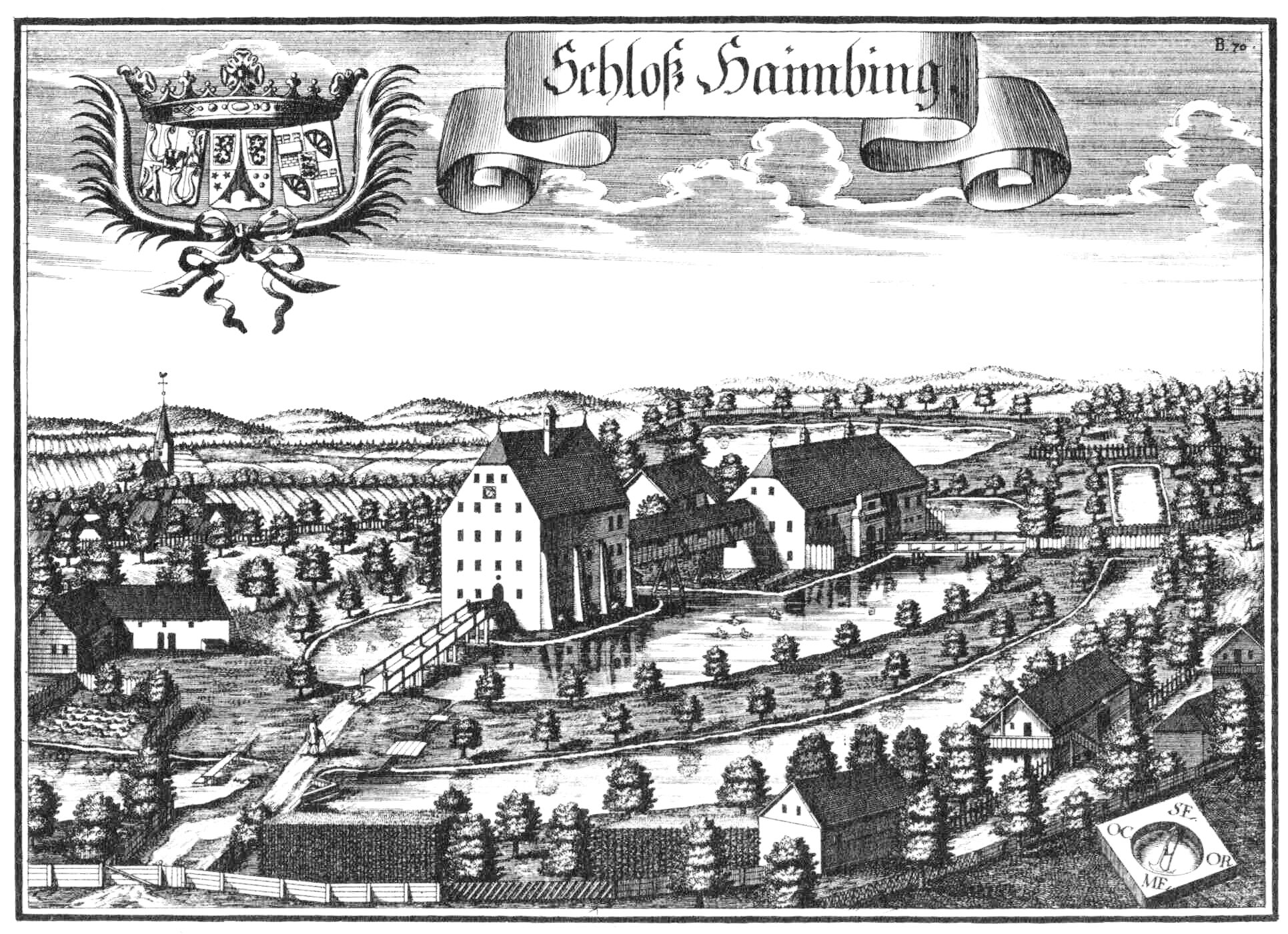
Schloss Haiming nach einem Kupferstich von Michael Wening (1721)

Erstmals urkundlich erwähnt werden die Orte Haiming (als Heiminka) und Niedergottsau (als Nidikeltesauuua) im 8. Jahrhundert in Urkunden über Schenkungen an die Domkirche St. Stephan Passau und die Domkirche Salzburg unter Herzog Tassilo III., der bis 788 regierte.
Neuere Ausgrabungsfunde (Urnengräberfelder) lassen aber den Rückschluss zu, dass in Haiming schon ab ca. 1200 vor Chr. Menschen siedelten.
Die geschichtliche Entwicklung wurde geprägt durch die Hofmarken Piesing und Haiming. Auf Schloss Haiming regierten unter anderem die Edlen von Tobelham, von Pelkofen und von Pöring. Die Schlossbesitzer waren mit Obereigentum am Grund sowie der niederen Gerichtsbarkeit ausgestattet. 1667 kam Haiming durch Heirat an den Freiherrn Adam Kaspar von Freyberg.
Mit dem Frieden von Teschen 1779 kamen die östlich von Inn und Salzach gelegenen Gebiete des kurfürstlichen Rentamtes Burghausen als „Innviertel“ zu Österreich. Dies hatte auch Auswirkungen auf Haiming, da Salzach und Unterer Inn, die bis dahin in erster Linie Handelswege innerhalb Bayerns gewesen waren, damit zu Grenzflüssen zwischen Bayern und Österreich ob der Enns wurden.
Nach dem Tod des Freiherrn Karl von Freyberg stiftete seine Witwe Maria Theresia, geb. Freifrau von Gemel, am 1. Februar 1786 für ihn in der Pfarrkirche Haiming eine Wochenmesse. Sie heiratete einen Freiherrn von Berchem, Rentmeister von Burghausen, an welche die Herrschaft nebst dem Gut Piesing fiel.
Unter den Berchem wurden die Hofmarken vereint. Das alte Wasserschloss wurde 1837 bis 1840 abgerissen. In den Jahren 1838 bis 1840 erbaute Graf Sigmund von Berchem das oberhalb des Schlossweihers gelegene neue Haiminger Schloss.
Nach dem Aussterben der Grafen von Berchem im Jahr 1869 wurde Sigismund Felix Freiherr von Ow, der 14-jährige Sohn von Josefine, der ältesten Tochter des Sigismund Grafen von Berchem und des Landrichters und Bezirksamtmanns Felix Freiherr von Ow, Besitzer von Piesing und Haiming. Er wurde Priester und übergab die geerbten Besitztümer an seinen Bruder Anton Freiherr von Ow. Sigismund Felix wurde 1906 Bischof von Passau. Bis heute residieren die Ow sowohl in Piesing als auch in Haiming.

### Eingemeindungen
Die heutige Gemeinde Haiming entstand durch den freiwilligen Zusammenschluss der Gemeinden Piesing und Haiming am 1. Januar 1969. Am 1. Januar 1970 wurden Teile der aufgelösten Gemeinde Schützing nach Haiming eingegliedert.

### Einwohnerentwicklung
Zwischen 1988 und 2018 wuchs die Gemeinde von 2083 auf 2493 Einwohner bzw. um 19,7 %.

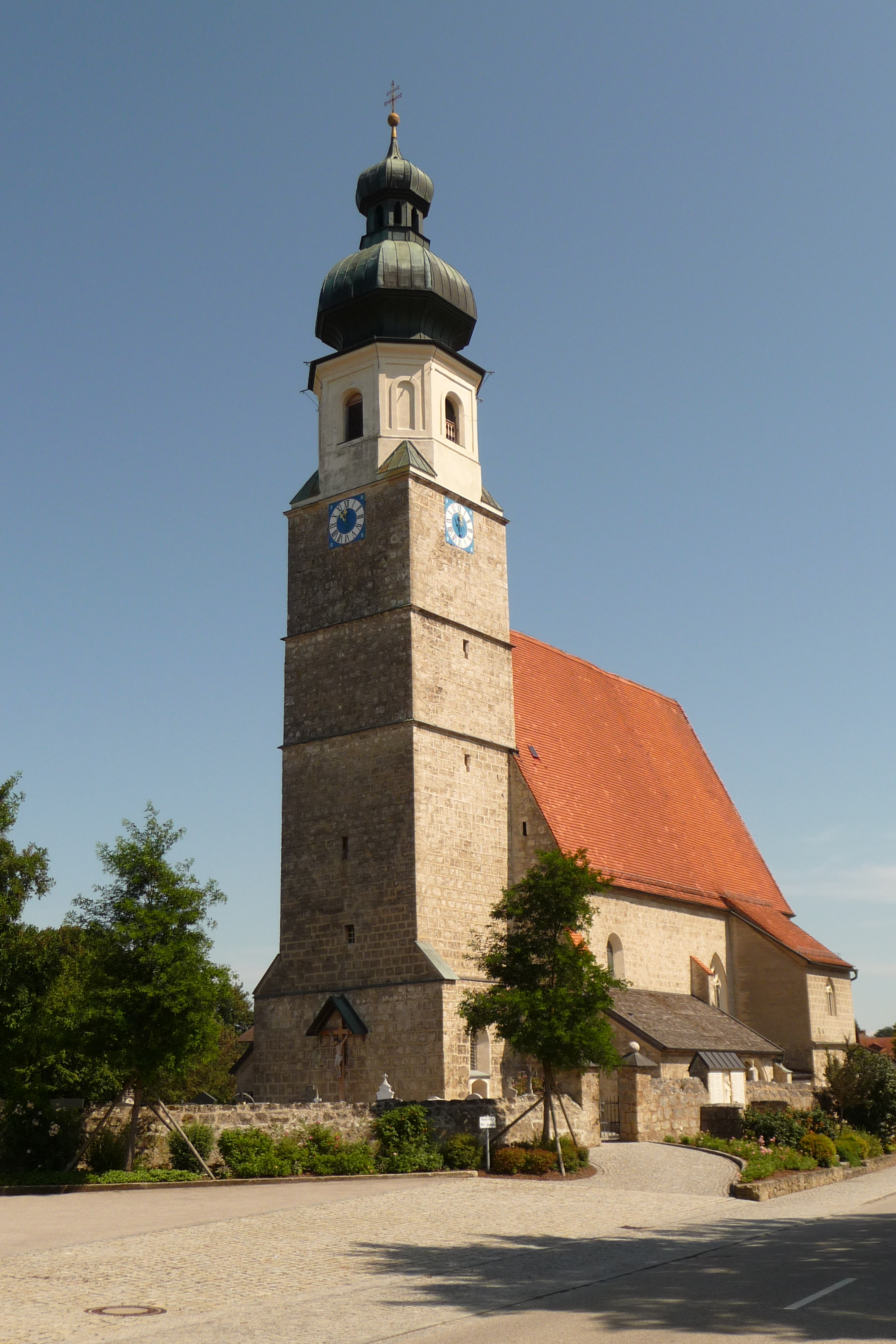
Pfarrkirche St. Stephanus

## Religion
Haiming umfasst die Pfarrei Haiming mit der Pfarrkirche St. Stephanus (1485 erbaut) und die Expositur Niedergottsau mit der Wallfahrtskirche Mariä Himmelfahrt (1443 erbaut, 1760 wesentlich erweitert und umgestaltet).

## Politik

### Gemeinderat
Nach der Kommunalwahl vom 15. März 2020 hat der Gemeinderat 14 Mitglieder. Die Wahlbeteiligung lag bei 66,7 % (2014: 71,4 %). Die Wahl brachte folgendes Ergebnis:
|  | CSU/Aktive Wählergemeinschaft | 8 Sitze | (54,6 %) |
|  | Niedergerner Liste            | 6 Sitze | (45,4 %) |

Gegenüber der Amtszeit 2014 bis 2020 musste die Niedergerner Liste einen Sitz an CSU/Aktive Wählergemeinschaft abgeben.
Weiteres Mitglied und Vorsitzender des Gemeinderates ist der Erste Bürgermeister.

### Bürgermeister
Erster Bürgermeister ist Christian Szegedi (CSU); dieser wurde am 4. Mai 2025 mit 88,3 % der abgegebenen Stimmen gewählt.

### Wappen
| Wappen von Haiming | Blasonierung: „In Gold über einem gesenkten blauen Wellengöpel ein rot gezungter schwarzer Bärenrumpf, der in der Vordertatze eine schwarze Hellebarde hält.“ |
| Wappen von Haiming | Wappenbegründung: Im Wellengöpel (Wellenbachgabelung) kommt die Lage der Gemeinde am Zusammenfluss von Inn und Salzach zum Ausdruck. Der Bär mit der Hellebarde stammt aus dem Wappen der Familie Pirchinger (Pürchinger), die von Ende des 16. bis Anfang des 17. Jahrhunderts die Hofmark Haiming innehatte und deren Wappen auf Grabsteinen in der Haiminger Kirche überliefert ist. Die seltene Figur des Bären mit der Hellebarde steht stellvertretend für die vielen Adelsgeschlechter, die als Besitzer der auf dem Gemeindegebiet gelegenen Hofmarken Piesing und Haiming nachweisbar sind. In der Wahl der Farben Gold und Schwarz wird sowohl auf das Wappen der Pirchinger als auch auf die Offenhaimer Bezug genommen, die von 1489 bis 1571 als Hofmarksherren von Piesing und im 16. Jahrhundert zeitweise auch von Haiming belegt sind. Dieses Wappen wird seit 1982 geführt. |